# Světlice barvířská
Světlice barvířská neboli saflor (Carthamus tinctorius), také označovaná jako „planý“ nebo „turecký šafrán“, je rostlina z čeledi hvězdnicovitých. Používá se jako žluté přírodní barvivo (např. v bonbonech českého původu Bonpari) a pro výrobu takzvaného bodlákového oleje.

## Popis
- Rostlina je 50–110 cm vysoká
- Vegetační doba 100–130 dnů
- Doba kvetení trvá 3–4 týdny
- Dozrává koncem srpna až začátkem září.

## Použití

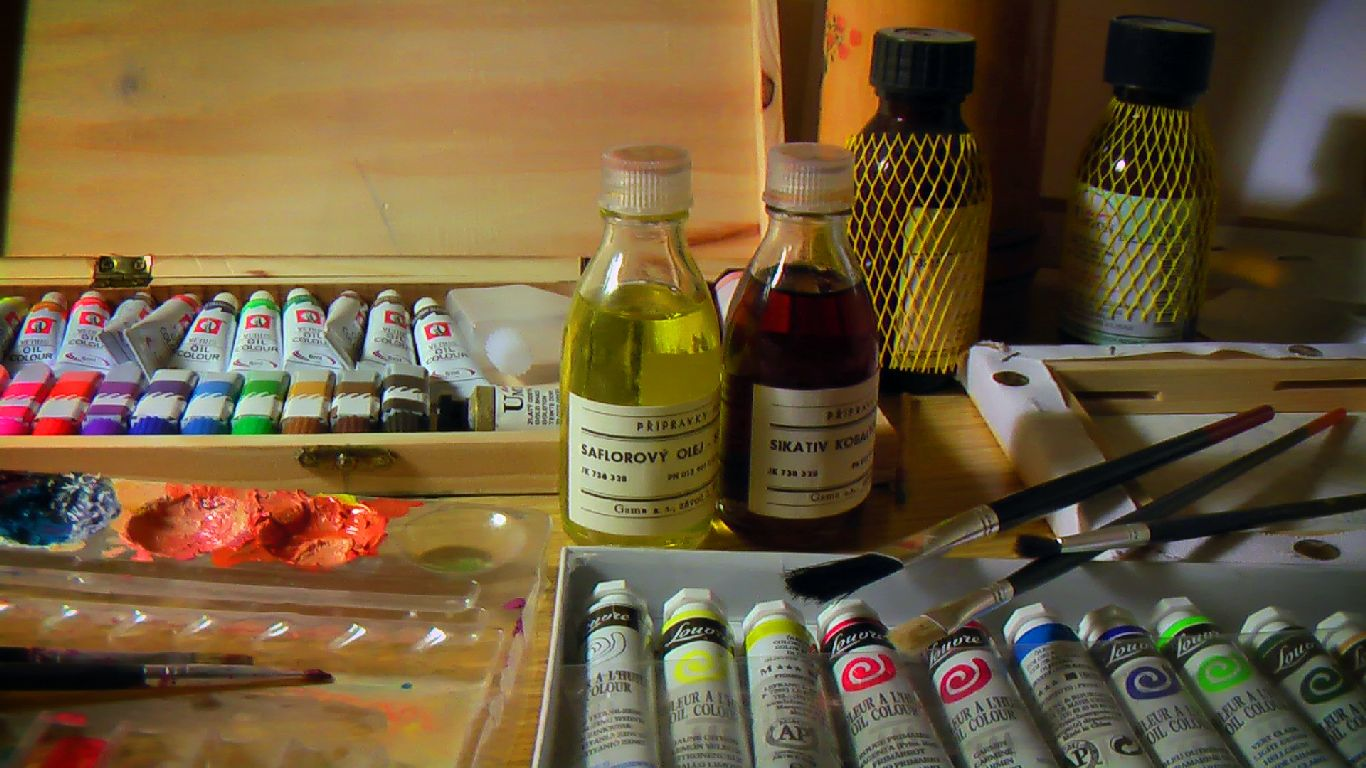
Saflorový olej

Světlice barvířská se pěstuje pro semeno obsahující 45–55 % oleje použitelného za studena stejně jako slunečnicový olej pro lidskou výživu. Oproti slunečnicovému oleji obsahuje více kyseliny linolové – až 80 %. Používá se také jako kvalitní meziplodina k získání zelené píce, kdy se seje buď hned na jaře nebo nejpozději do 10. srpna po sklizni hlavní plodiny. Pro svoji pichlavost není vhodná pro sušení. Světlice barvířská je také vhodná pro včelaře jako medonosná rostlina pro vysoký obsah nektaru v pozdním létě.
V době kvetení lze sbírat z květů korunní plátky pro přírodní barvivo (nepravý šafrán).

## Původní výskyt
Stepní a polostepní oblasti. V současné době se pěstuje především v suchých a teplých oblastech (severozápadní pobřeží Indie, několik míst v Mexiku, v USA v Kalifornii a Severní Montaně, a dále např. v Kazachstánu, Etiopii či Austrálii). Nemá vysoké nároky na půdu a je vhodnou plodinou pro suché a vápenité půdy.